# 2-Metilnaftalen
2-Metilnaftalen je policiklični aromatični ugljovodonik (PAH).
NASA je 2014. najavila znatno proširenu bazu podataka za detekciju i nadgledanje PAH jedinjenja, uključujući 2-metilnaftalen, u svemiru. Prema NASA naučnicima, preko 20% ugljenika u svemiru je u obliku PAH jedinjenja, mogućih početnih materijala za formiranje života. Pretpostavlja se da su se PAH jedinjenja formirala neporedno nakon Velikog praska, i stoga su izobilna u svemiru, i asociraju se sa novim zvezdama i eksoplanetama.
Nekoliko enzima biodegradira 2-metilnaftalen u anaerobnim uslovima.